# Aesernia

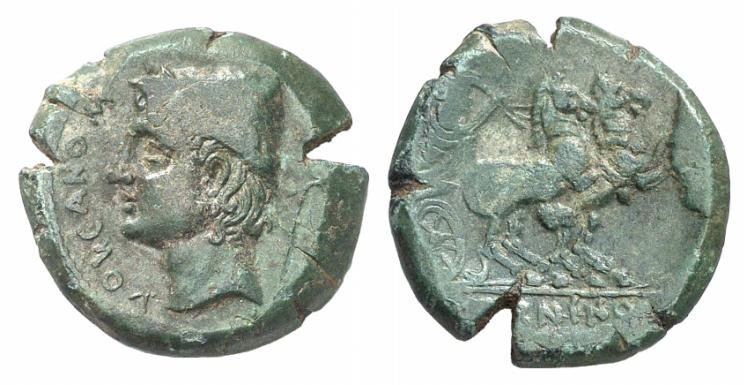
Münze aus Aesernia, um 263–240 v. Chr.

Die antike Stadt Aesernia (heute Isernia) lag an der Quelle des Volturnus (heute Volturno) zwischen den Flüssen Carpino und Sordo auf einem Bergkamm in Samnium und war Hauptort der Pentri. Die Stadt lag an einem bedeutenden Straßenknotenpunkt (via Aesernia). Im Jahr 295 v. Chr. wurde sie von den Römern erobert. Eine römische Kolonie vergrößerte die Stadt ab 264 v. Chr., was auch eine eigene Münzprägung mit sich brachte. Nach dem Bundesgenossenkrieg wurde Aesernia 80 v. Chr. municipium der tribus Tromentina.
Heute finden sich noch einige archäologische Spuren, darunter Reste der 12 ha umschließenden Stadtmauer im polygonalen Stil aus der Zeit der latinischen Kolonie, ein dem heutigen Corso Marcelli entsprechender cardo maximus, römische Wasserleitungen und eine römische Brücke über den Sordo sowie das Epitaph eines gewissen Lucius Calidius Eroticus. Die Kathedrale steht auf Fundamenten eines Tempels aus dem 3. Jahrhundert v. Chr.